# 徳川治興
徳川 治興（とくがわ はるおき）は、江戸時代中期の尾張藩の世嗣。官位は従三位・左近衛権中将。

## 生涯
9代藩主・徳川宗睦の次男として誕生。幼名は慶之助。元服後、父・宗睦より1字を受けて睦篤（ちかあつ/よしあつ）と名乗った。
安永元年（1772年）、10代将軍・徳川家治に拝謁し、従四位下・左近衛権少将・兵部大輔に叙任する。翌安永2年（1773年）、兄・治休が早世したため嫡子となり、家治の偏諱を受けて治興に改名し、従三位・左近衛権中将に叙任する。
安永5年（1776年）には鷹司輔平の娘・房君と婚約した。しかし治興も兄同様、当時の流行病にかかって早世した。享年21。代わって、支藩美濃高須藩の藩主で治興の従弟にあたる松平義柄（徳川治行と改名）が養子に迎えられ、嫡子となった。
法号は天祐院。墓所は建中寺（愛知県名古屋市）。